# (1829) Dawson
(1829) Dawson – planetoida z grupy pasa głównego planetoid okrążająca Słońce w ciągu 3 lat i 139 dni w średniej odległości 2,25 au Została odkryta 6 maja 1967 roku w obserwatorium w El Leoncito przez Carlosa Cesco i Arnolda Klemolę. Nazwa planetoidy pochodzi od Bernharda Dawsona (1890-1960), argentyńskiego astronoma. Przed jej nadaniem planetoida nosiła oznaczenie tymczasowe (1829) 1967 JJ.